# Radical Peace
Radical Peace è il sesto album in studio del gruppo musicale power metal tedesco Mob Rules, pubblicato nel 2009; il primo per l'etichetta AFM.

## Il disco
Il disco è stato registrato tra i Mob Rules Studios (Blexen) e i Bazement Studio (Hunstetten) tra maggio e giugno 2009; mix e mastering sono stati curati ancora una volta da Markus Teske nei Bazement Studio.
La traccia 5 è una suite divisa in 6 capitoli.
Va segnalato inoltre l'ingresso nella formazione del batterista Nikolas Fritz al posto di Arved Mannott.

## Tracce
1. Children of the Flames – 7:27
2. Trial by Fire – 5:23
3. Warchild – 5:53
4. Astral Hand – 5:48
5. The Oswald File (Ethnolution II - A Matter of Unnecessary Doubt) – 18:10
6. Waiting for the Sun – 4:29
7. The Glance of Fame – 5:23

## Formazione
Membri del gruppo
- Klaus Dirks - voce
- Matthias Mineur - chitarra
- Sven Lüdke - chitarra
- Markus Brinkmann - basso
- Sascha Onnen - tastiera
- Nikolas Fritz - batteria